# Франсуа Гійом Жан Станіслав Андріє
Франсуа Гійом Жан Станіслав Андріє (фр. François Guillaume Jean Stanislas Andrieux; 1759–1833) — французький поет, драматичний письменник, член Французької академії.

## Біографія
Народився 6 травня 1759 року у Франції в Ельзасі в місті Страсбурзі.
Здобувши освіту в Collège du Cardinal-Lemoine при Паризькому університеті, до початку Великої французької революції працював адвокатом.
28 вересня 1784 одружився з Марі Жюд (фр. Marie Jude); в цьому шлюбі у них народилися дві дівчинки.
1798 року вступив в Раду п'ятисот депутатом від департаменту Сен-Сен-Дені. Після перевороту 18 брюмера був трибуном, а 1800 року секретарем, незабаром після чого був призначений президентом трибуната.
Перший консул Французької республіки Наполеон Бонапарт, до задумів якого Андріє ставився дуже вороже, 1802 року видалив останнього від займаних ним посад. У передмові до «Вибраних творів» Андріє, виданим 1878 року, Ш. Розан призводить фразу президента Трибуната з його розмови з Наполеоном: «Громадянин Консул, ви член Відділення механіки [Французького інституту] і знаєте, що спиратися можна лише на те, що чинить опір».
Вийшовши у відставку, Франсуа Андріє цілком присвятив себе заняттям науками і літературою.
З 1804 року обіймав посаду професора в Політехнічній школі, а після Реставрації Бурбонів працював професором в Колеж де Франс.
1816 року обраний в члени Французької академії.
Помер Андріє 9 травня 1833 в Парижі.

## Пам'ять
З його віршованого оповідання «Мельник з Сан-Сусі» (фр. Le Meunier de Sans-Souci) фраза «Є ще судді в Берліні!» (фр. Il ya des juges a Berlin) стала крилатою. В авторитетному словнику Ларусса середини XIX століття вона розшифровується так:
Вираз «є судді в Берліні» з тих пір використовується для протиставлення права силі.

## Праці автора
П'єси:
- Anaximandre, ou le Sacrifice aux Grâces, comédie en un acte en vers de dix syllabes, Paris 1782.
- Les Étourdis, ou le Mort supposé, comédie en 3 actes en vers, Paris 1790.
- Louis IX en Égypte, opéra en 3 actes, Paris 1790.
- L'enfance de Jean-Jacques Rousseau, comédie en un acte, mêlée de musique, Paris 1794.
- Helvétius, ou La Vengeance d'un sage, comédie en un acte et en vers, Paris 1802.
- Le Trésor, comédie en 5 actes, en vers, Paris 1804.
- Molière avec ses amis, ou la Soirée d'Auteuil, comédie en 1 acte en vers, Paris 1804.
- La Suite du Menteur, comédie en cinq actes, en vers de Pierre Corneille, avec des changemens et additions considérables et un prologue, Paris 1808.
- Le Vieux Fat, ou les Deux Vieillards, comédie en 5 actes, en vers, Paris 1810.
- Lucius Junius Brutus, tragédie en 5 actes, Paris 1830.
- Quelques scènes impromptu ou la Matinée du jour de l'an . Prologue pour l'ouverture du Théâtre royal de l'Odéon, sous la direction de M. Picard, Paris 1816.
- La Comédienne, comédie en 3 actes, en vers, Paris 1816.
- Le Rêve du mari, ou le Manteau, comédie en 1 acte et en vers, Paris 1 826. П'єса ставилася в Росії під назвою «Плащ, або Чоловік як і всякий». Переробка з фр. в віршах М. А. Офросімова.

Інше:
- Querelle de Saint-Roch et de Saint-Thomas, sur l'ouverture du manoir céleste à Mademoiselle Chamero, 1795.
- Contes et opuscules en vers et en prose, suivis de poésies fugitives, 1800.
- Cours de grammaire et de belles-lettres: Sommaire des leçon, 1806.
- Poésies de François-Guillaume-Jean-Stanislas Andrieux, 1842.